# Kiriakulis Mawromichalis
Kiriakulis Mawromichalis (gr. Κυριακούλης Μαυρομιχάλης; ur. ok. 1850 w Atenach, zm. 20 stycznia 1916 tamże) – grecki polityk.
Po zamachu z Gudi, pełnił funkcję premiera od sierpnia 1909 do stycznia 1910 za rządów króla Jerzego I.